# 卵叶鼠李
卵叶鼠李（学名：Rhamnus bungeana）为鼠李科鼠李属下的一个种。